# Saint-Clair-du-Rhône
Saint-Clair-du-Rhône là một xã thuộc tỉnh Isère, vùng Auvergne-Rhône-Alpes, đông nam nước Pháp.